# Фрегаты типа «Аль-Мадина»
Фрегаты типа «Аль-Мадина» — серия из четырех фрегатов, построенных для Королевского флота Саудовской Аравии. Корабли названы в честь городов Саудовской Аравии. Головной корабль был сдан в 1985 году, а четвертый, «Таиф», — в 1986 году. Все корабли базируются в Красном море.

## Описание
Фрегаты были заказаны в октябре 1980 года в рамках программы «Савари» и построеныво Франции на верфи Arsenal de Marine, Лорьян (французская государственная верфь Ла-Сейн) в середине 1980-х годов. Их полное водоизмещение составляет 2610 тонн, они вооружены восемью ракетами класса «земля-земля» Otomat, одной 8-секционной зенитной ракетной установкой Crotale, всего 26 ракет. Суда также вооружены одним 100-мм/55 орудием двойного назначения, двумя 40-мм зенитными автоматами, четырьмя торпедными аппаратами. Фрегаты имеют кормовую вертолетную площадку и ангар для одного вертолета Dauphin.

## Состав серии
| Название       | Верфь              | Заложен    | Спущен     | В строю    |
| -------------- | ------------------ | ---------- | ---------- | ---------- |
| 702 Al Madinah | Arsenal de Lorient | 15.10.1981 | 23.04.1983 | 04.01.1985 |
| 704 Hofouf     | CNIM, La Seyne     | 14.06.1982 | 24.06.1983 | 31.10.1985 |
| 706 Abha       | CNIM, La Seyne     | 17.12.1982 | 23.12.1983 | 04.04.1986 |
| 708 Taif       | CNIM, La Seyne     | 01.03.1983 | 25.05.1984 | 29.08.1986 |

## История службы
В августе 2013 года Королевство Саудовская Аравия и французское агентство ODAS подписали контракт на модернизацию фрегатов класса Al Medinah.
30 января 2017 года Аль-Мадина подверглась нападению йеменских ополченцев-хуситов вдоль западного побережья Йемена в Красном море. В результате нападения погибли два саудовских моряка, трое получили ранения.

## Дальнейшее чтение
- Conway's All the World's Fighting Ships 1947–1995. — ISBN 0-85177-605-1. Also published as Gardiner, Robert. Conway's All the World's Fighting Ships 1947–1995. — 1995. — ISBN 1-55750-132-7.